# Ryan Ramczyk
(en) Statistiques sur pro-football-reference
Ryan Ramczyk, né le 22 avril 1994 à Stevens Point, Wisconsin, est un joueur américain de football américain. Il joue offensive tackle en National Football League (NFL).

## Biographie

### Carrière universitaire
Il rejoint en 2013 l'université du Wisconsin à Stevens Point et leur équipe des Pointers, qui jouent en Division III. Il joue deux saisons avec les Pointers avant de changer d'équipe universitaire pour les Badgers du Wisconsin, équipe de Division I représentant l'université du Wisconsin à Madison.
Ne jouant pas la saison 2015 en raison du règlement de la NCAA sur les transferts, il est désigné titulaire au poste tackle gauche lors la saison 2016. Ses performances avec les Badgers lui permet d'être sélectionné dans l'équipe-type All-America en fin de saison.

### Carrière professionnelle
Il est sélectionné au premier tour par les Saints de La Nouvelle-Orléans, en 32e position, lors de la draft 2017 de la NFL. Il est le deuxième lineman offensif sélectionné durant cette draft après Garett Bolles.
Il commence la saison 2017 comme tackle gauche titulaire après une blessure de Terron Armstead. Avec le retour d'Armstead et la perte de Zach Strief sur blessure pour la saison, il est placé comme tackle droit et est titulaire à cette position pour le restant de la saison. Il est sélectionné dans l'équipe-type des débutants de la ligue par la Pro Football Writers Association à l'issue de la saison.
Durant la saison 2018, il confirme son talent et est considéré comme un des meilleurs joueurs de la ligue au poste de tackle droit, en étant sélectionné dans la seconde équipe-type All-Pro à l'issue de la saison. La saison suivante, il est sélectionné dans la première équipe-type All-Pro de la ligue.
Il prolonge en juin 2021 son contrat avec les Saints pour 5 ans et un montant de 96 millions de dollars.